# Fuente de Oro
Fuentedeoro es un municipio colombiano situado en el departamento del Meta.
Es un municipio que cuenta con aproximadamente 14.000 habitantes tanto en el área urbana como rural. Es bañado por numerosas fuentes de agua como lo son: el Río Ariari, Caño Iraca, Caño Guadualito, Caño Cural, y muchos otros más. 
Su mayor atracción para visitar es el Museo de Guayupe, que se ubica en el centro poblado Puerto Santander, en el que se encuentran piezas de la cultura Guayupe. Su economía se basa principalmente en la agricultura y el ganado, siendo uno de los mayores municipios productores a nivel nacional de plátano.

## Historia
Fundadores: Esaú Vélez Real, Faustino Enciso, Abelardo Mojica y otros
“San Antonio”, hoy Fuente de oro, fue fundado a comienzos de la década del cuarenta, por colonizadores inmigrantes de la población de San Martín (Meta) y de la Región Andina, que ingresaron por el sector del Caño Iracá en donde actualmente está ubicado el Puente y se asentaron en la ribera derecha de este caño y en las riberas del caño Guadualito.
Hacía 1941, algunos de estos colonos se fueron desplazando hacía los límites de la sabana con la Vega del Ariari y conformaron un pequeño núcleo disperso de viviendas de material vegetal y paredes de bahareque.
Hacía 1944, ya existía el sector de “arriba” un segundo núcleo de población conformado por unas cuantas viviendas de bahareque y techos de hojas de palmas de la región, al cual, junto con las viviendas de la parte de “abajo”, se le denominaba “San Antonio del Ariari”.
En 1951, en la Administración Intendencial del Coronel ® EURIPIDES MARQUEZ, se inició el trazado del caserío con calles de 24 metros de ancho.
Para el año de 1952, existían cerca de 100 viviendas construidas con bahareque y techos de hojas de palmas y otros materiales vegetales de la zona, pero la violencia que azotaba a la región y al país por esta época, arrasó la población en dos ocasiones , dejándola convertida en cenizas y sus pocos sobrevivientes se refugiaron en las riberas selváticas del río Ariari.
En 1953 la población se reorganizó sobre el trazado anterior.
En 1956, por Decreto Intendencial N.º 335, “San Antonio del Ariari”, fue elevado a la categoría de Corregimiento y en el año 1960, según Ordenanza Nro. 024 del 28 de Noviembre, fue ascendido a la categoría de Municipio con el nombre de “FUENTEDEORO”.

## Toponimia
Este nombre fue propuesto por el entonces diputado Rafael Poveda Poveda y por Juan Caballero Medina, quizá relacionándolo con el vocablo indígena Ari Ari, que para algunos significaba oro-oro, pero que en realidad en lengua Guayupe significa "aguas que bajan cantando".

## Geografía
Latitud 3° 25′ 30″ N.
Longitud 73° 36′ 46″ O.

### Límite municipal
Fuentedeoro está delimitado por los siguientes municipios:
| Noroeste: Granada                                | Norte: Límites entre Granada y San Martín            | Nordeste: San Martín                           |
| Oeste: Límites entre Granada y San Juan de Arama |                                                      | Este: Límites entre San Martín y Puerto Lleras |
| Suroeste: San Juan de Arama                      | Sur: Límites entre San Juan de Arama y Puerto Lleras | Sureste: Puerto Lleras                         |

## Vías de comunicación

#### Aéreas
El Municipio de Fuentedeoro cuenta con varias pistas de fumigación, donde se podría utilizar como pista de apoyo para vuelos pequeños. La más conocida es la FAGA.

#### Terrestres
El Municipio de Fuente de Oro, Meta se localiza a 108 km de Villavicencio, y a 203 km de Bogotá, D.C, cuenta con excelentes vías de comunicación, permitiendo un fácil acceso al municipio. También se puede ingresar a Fuente de Oro desde la capital del Departamento de Guaviare, San José y gran parte de los municipios ubicados al sur del departamento del Meta.

#### Fluviales
Por el río Ariari, se puede llegar en embarcaciones pequeñas, a las diferentes veredas del municipio, siendo también una manera ágil de conectar con el área urbana.

## Geografía
Descripción Física:
Está localizado al sur del Departamento del Meta, en la región denominada tradicionalmente del medio Ariari; entre los puntos extremos 2º55’ y 3º50’40” de latitud Norte y 72º58’42” y 74º03’22” de longitud Oeste de Greenwich.
El municipio tiene una situación geográfica favorable que le representa una buena potencialidad de recursos naturales renovables. La región, luego de varias décadas de exclusión territorial y social, es considerada hoy como de importancia estratégica, no sólo desde el punto de vista ambiental sino también económica y geopolíticamente, dadas sus particularidades de configuración geo histórica, ecológica y política. La zona es considerada como Área de Manejo
Especial, y su regulación está a cargo de la Corporación para el Desarrollo Sostenible del Área de Manejo Especial la Macarena (CORMACARENA) sobre la margen derecha del río Ariari y la Corporación Autónoma Regional de la Orinoquia (CORPORINOQUIA) sobre la margen izquierda (Ver plano de Zonas de Influencia de las Corporaciones Autónomas Regionales).
Los suelos de Fuentedeoro, por sus características Agrológicas, son aptos para las actividades ganaderas y agrícolas pero con ciertas restricciones debido a su no muy alta fertilidad y a las dificultades que presenta su explotación por carecer de suficientes recursos económicos, los cuales favorezcan la implantación de técnicas que aumenten la productividad y disminuyan el impacto ambiental de esta intervención en los ecosistemas de la región.
Uno de los atributos más beneficiosos con los que cuenta el municipio, es la pendiente plana del terreno lo que no dificulta de gran manera el acceso a cualquier punto. Esta cualidad del terreno puede convertirse en desfavorable, si no se tiene cuidado en el manejo que se le da a las riberas del río Ariari, especialmente, ya que su nivel puede fácilmente variar en época lluviosa y desbordarse sin encontrar mayor accidente geográfico que detenga su paso.
El encharcamiento o el apozamiento del agua, presentado por las características impermeables de los suelos ribereños sumado al desbordamiento del río Ariari, ocasionan la retención del agua por una mayor cantidad de tiempo y a la vez que esta se congrega en las áreas de menor nivel.
Posición Astronómica
Latitud 3º 25' 30" Norte.
Longitud 73º 36' 46" Oeste.

## División Político - Administrativa
El municipio tiene una situación geográfica favorable que le representa una buena potencialidad de recursos naturales renovables. La región, luego de varias décadas de exclusión territorial y social, es considerada hoy como de importancia estratégica, no sólo desde el punto de vista ambiental sino también económica y geopolíticamente, dadas sus particularidades de configuración geohistórica, ecológica y política. La zona es considerada como Área de Manejo
Especial, y su regulación está a cargo de la Corporación para el Desarrollo Sostenible del Área de Manejo Especial la Macarena (CORMACARENA) sobre la margen derecha del río Ariari y la Corporación Autónoma Regional de la Orinoquia (CORPORINOQUIA) sobre la margen izquierda (Ver plano de Zonas de Influencia de las Corporaciones Autónomas Regionales).
Los suelos de Fuentedeoro, por sus características Agrológicas, son aptos para las actividades ganaderas y agrícolas pero con ciertas restricciones debido a su no muy alta fertilidad y a las dificultades que presenta su explotación por carecer de suficientes recursos económicos, los cuales favorezcan la implantación de técnicas que aumenten la productividad y disminuyan el impacto ambiental de esta intervención en los ecosistemas de la región.
Uno de los atributos más beneficiosos con los que cuenta el municipio, es la pendiente plana del terreno lo que no dificulta de gran manera el acceso a cualquier punto.
Esta cualidad del terreno puede convertirse en desfavorable, si no se tiene cuidado en el manejo que se le da a las riberas del río Ariari, especialmente, ya que su nivel puede fácilmente variar en época lluviosa y desbordarse sin encontrar mayor accidente geográfico que detenga su paso.
El encharcamiento o el apozamiento del agua, presentado por las características impermeables de los suelos ribereños sumado al desbordamiento del río Ariari, ocasionan la retención del agua por una mayor cantidad de tiempo y a la vez que esta se congrega en las áreas de menor nivel.
La Cabecera municipal se encuentra conformado por los siguientes barrios: Centro, Bogotá, Viilamargarita, La Primavera, El Lago, Libertadores, El Triunfo, San Jorge, San Javier, Zumarraga, Luna de Makatoa, Las Brisas, Serramonte, La Esperanza, La Morena.
Fuentedeoro tiene bajo su jurisdicción los Centros poblados:
- Barranco Colorado (Caño Venado)
- Caño Blanco
- La Cooperativa
- Puerto Aljure
- Puerto Limón
- Puerto Nuevo
- Puerto Santander
- Unión del Ariari

### Veredas
Además, se encuentra constituido por las siguientes veredas:
Caño Venado, Puerto Palma, Uricacha, El Triunfo, Bajo Sardinata, Puerto Esperanza, Las Delicias, El Kiosco, Villa Restrepo, Tranquitas, Zanja Raya, La Shell, Mogotes, La Luna, Bajo Guanayas, Policarpa, Alto Guanayas, El Porvenir, Avichure, Puerto Poveda, Caño Loro, Urichare, Alto Sardinata, Bocas del Adorotes, El Porvenir.

## Ecología
Las clases predominantes en esta unidad son Bosques, Pastos, Cultivos y Mixta, de las cuales la que ocupa mayor extensión es la de cultivos con un 42.87% (26 920.10 ha), seguida por los pastos con el 36% (22 688.73 ha),
Hallándose áreas dispersas de menor extensión destinadas a bosques con el 9,6% (6032.47 ha) y a áreas mixtas que están conformadas por mini bosques, pastos, cultivos intercalados, rastrojos, pastos y parcelas de pancoger, ocupando esta última el 7,69% equivalente a 4830.54 has (Tabla 11).
Los bosques que se encuentran en el municipio son de dos tipos: natural con 129.27 ha (0,21%) y de galería con 5903.2 ha (9,39%), ocupan pequeñas extensiones, su distribución es irregular y se localizan generalmente en las sabanas y en las riberas de los ríos respectivamente.
El uso predominante que se le está dando a los bosques es de protección, conservación y rehabilitación, debido a que hacen parte de los ecosistemas estratégicos necesarios para el mantenimiento de un equilibrio natural.
En el municipio el área destinada a cultivos es la más extensa ya que se cuentan con 26 920,10 ha equivalentes al 42,87% del territorio y está conformada por pastos naturales (9615.14 ha) y pastos manejados o mejorados (13 073.59 ha) que son aquellos que requieren de la aplicación de fertilizantes y fungicidas para que su crecimiento sea óptimo, permitiendo así la realización de actividades de pastoreo extensivo y semi - intensivo.
En cuanto a los cultivos se tuvieron en cuenta cuatro clases de acuerdo al tiempo de duración de los cultivos y al nivel de producción (pequeña o gran escala), es así como se consideraron dos tipos de cultivos transitorios, ya que en uno se agruparon los cultivos transitorios a pequeña escala, entre los que se encuentra el maíz, el sorgo y el arroz ocupando en conjunto una extensión de 19 817.12 ha (31,53%) y en el otro cada uno de los cultivos es independiente porque el área que ocupan es representativa dentro del municipio.
Es así como los cultivos transitorios representativos ocupan 3391,91 Has equivalentes al 5,41%, seguidos por los cultivos semipermanentes con 2789,14 ha y el 4,45%, y los cultivos permanentes con 921,93 ha correspondientes al 1,48% del área total municipal.
La clase Mixta considerada dentro de la cobertura vegetal es aquella que por poseer varios tipos de vegetación como cultivos, bosques, rastrojos, pastos y parcelas de pancoger en un área tan pequeña y con una distribución irregular, están agrupados en una misma área, y es así como esta clase posee uso “agrícola, conservación y pastoreo” , ocupando una extensión es de 4.830,54 Has con el 7.69%.
• Degradada
Se denomina degradada a esta unidad porque el área donde se encuentra ubicada esta desprovista de vegetación, el tipo que corresponde a esta unidad es material de arrastre como gravilla y arena de río, que es utilizado posteriormente para realizar el mantenimiento de las vías internas del municipio, ocupa un área de 759,41 ha, equivalentes al 1,21%.
La extracción de materiales de arrastre se realiza en el río Ariari en época de verano, ya que en esta época el río disminuye su caudal dejando al descubierto estos materiales para que puedan ser explotados con mayor facilidad, sin embargo los métodos utilizados para la realización de esta actividad no son los más adecuados ocasionando desequilibrios en los ecosistemas.

## Hidrología
El municipio de Fuentedeoro es recorrido por varios afluentes, por lo cual se puede desarrollar actividades agrícolas en el mismo. Dentro de esto se pude decir que la cuenca principal es la del río Ariari ya que es la vertiente hídrica de mayor caudal que baña el territorio (Ver Plano Hidrografía).

### Río Ariari
Es el único río del municipio de Fuentedeoro, recorre su territorio en más o menos 50 km. en dirección Noroccidente - Suroriente y lo divide en dos macrounidades territoriales de características físico – bióticas semejantes, llamadas márgenes derecha e izquierda (aguas abajo). Su importancia radica en que gracias a él se formaron los suelos que se consideran como los más fértiles del departamento junto con los de las vegas del río Meta en Puerto López y del río Güejar debido a la gran sedimentación depositada como consecuencia de la erosión de las partes altas del río.

### Caño Upin
Tiene una extensión aproximada de 25 km. Este afluente del río Ariari nace en jurisdicción del municipio de Granada. Corre a la izquierda de la trocha 11; recorre estos suelos que inicialmente son aptos para ganadería y luego a medida que se aleja de la sabana alta para dirigirse al oriente hacia el río Ariari.

### Caño Guanayas
Su recorrido municipal es de 20 km aproximadamente. Nace en estribaciones del municipio de San Juan de Arama recorre por predios de Granada en el área de la trocha 12. En predios de Fuentedeoro inicia su recorrido en la margen derecha (trocha 9), luego atraviesa dicha trocha y recorre los predios ubicados entre las trochas 7 y 9 llegando a los límites de la vereda Las Delicias con la Unión del Ariari, atraviesa la trocha 7 y en predios de la finca las Acacias se une con el Caño Upín para llegar juntos al río Ariari.

### Caño Cural
Es el único caño de la margen izquierda de aguas permanentes. Nace en las sabanas de la vereda El Porvenir de este municipio y desemboca en el caño Iriqué. Tiene una extensión aproximada de 15 km., recorre las veredas de Zanja de Raya, Puerto Poveda y El Triunfo. La importancia de esta microcuenca radica en su utilización como fuente abastecedora de agua para alimentar el acueducto de la cabecera municipal. Sus aguas de escorrentía de la sabana y de los manantiales cristalinos provenientes del agua profunda de la sabana. Su importancia radica en ser fuente de vida permanente para especies vegetales y animales.

### Caño Iriqué
Su nacimiento está localizado en cercanía del área urbana del Municipio de Granada y termina su recorrido en la Inspección de Policía de Puerto Aljure. Tiene una extensión aproximada de 20 km. Después del Iracá es el más caudaloso de la margen izquierda del río Ariari. Este caño tiene su importancia por el largo recorrido que tiene y servir en forma incipiente como fuente de agua para riego de algunas hectáreas de arroz. Sobre este caño confluyen el caño Cural y el caño la Chorra este último el más contaminado del municipio (aguas negras).

### Caño Iraca
Sirve de límite natural entre de San Martín y Fuentedeoro. Es un caño sabanero de aguas cristalinas que por su poco caudal no es apto para la navegación. Cuenta con una extensión aproximada de 40 km. Es sustento de la biodiversidad sabanera acuática y ribereña y del fomento turístico por sus frescas aguas acompañadas por pedregales y manigua. Es de los caños menos intervenidos en su flora o al menos el que más flora nativa tiene, en cuanto a fauna posee algunas especies nativas pero la existencia de caza no reglamentada ha hecho que renglón se vea seriamente amenazado.

### Caño Curalito
De aproximadamente 3 km de longitud, nace como brazo del caño Cural y se desplaza por la parte baja de la llanura aluvial o de vega, bordeando la sabana en donde se encuentra localizado el casco urbano. Su escaso caudal lo conforman aguas de escorrentia, principalmente de la altisabana en época lluviosa y en época seco por numerosos manantiales provenientes de aguas profundas de la sabana.

### Caño Guadualito
Es un caño sabanero paralelo al Iracá y afluente de este, de aguas cristalinas y de poca biodiversidad por su precaria vida en época lluviosa y corto recorrido.

### Caño Urichare
Recorre la vereda de su nombre y desemboca en el río Ariari a la altura de esta vereda. Sus torrentosas y frías aguas provenientes de la cordillera oriental en época lluviosa erosionan constantemente sus orillas desprovistas de vegetación.

### Caño Uricacha
Es el límite natural con el municipio de San Juan de Arama, en una extensión aproximada de 10 km. desde la vereda Caño Loro hasta la desembocadura del Caño Legiosa en la vereda Uricacha. Es sabanero pero de aguas permanentes (que no se seca en época seca), es de escaso caudal.

### Caño Adorote
Se origina en las sabanas límites entre las veredas Uricacha y Unión del Ariari, continúa su recorrido de aproximadamente 15 km por la Inspección de Caño Blanco y las veredas de Villa Restrepo y Barranco Colorado hasta su desembocadura en el Ariari en límites con Puerto Lleras.

### Otros Cuerpos de Agua
Otros caños de importancia son: Caño Venado, Caño Arrecifes, Adorotes o Zurieta, La Legiosa, Anime, Caño Blanco, Garrapato, Labrador y Urichare.
Estos caños recorren predios aptos tanto para la ganadería como para la agricultura, pero debido al corto curso de ellos puede hacerse un mínimo aprovechamiento de su caudal es mínimo exceptuando los caños Adorotes y Urichare los cuales tienen un recorrido considerable y en algunos predios se utiliza para riego en arroz.
La región baja de la vega también se encuentra irrigada en época lluviosa por numerosos cañitos de muy poco caudal y recorrido como son el Zanja de Raya, el Brazo, el Chule o Labrador, entre otros y por numerosos cuerpos de agua aún más pequeños denominados regionalmente chucuas, lagunillas y charcas que han disminuido su importancia ecológica por encontrase totalmente desprotegidos.

## Economía
Se destaca por su producción arroz, plátano, maíz, soya, palma africana, maracuyá, cacao, yuca, papaya y sus productos son enviados a almacenes de cadena en las ciudades de Villavicencio y Santafé de Bogotá. Ha llegado a ocupar, en el ámbito Nacional, el primer lugar en producción platanera, siendo de mejor calidad este producto que el ofrecido en el resto del país.
Se realizan actividades de engorde de ganado pues esta producción se comercializa con las ciudades de Villavicencio y Santafé de Bogotá. Por tal razón en el ámbito municipal, está actividad es de índole de consumo ya que se sacrifican las reses necesarias para la demanda interna.
En menor escala se desarrolla la industria ladrillera, extracción de materiales de río y unas pequeñas empresas productoras de almidón de yuca y quesos.

## Símbolos

### Escudo
(Adoptado mediante Acuerdo n.º 006 del 20 de septiembre de 1980).
Forma: Tradicional, geométrica irregular.
Lo conforman cuatro partes así:
1. En la parte superior dentro del espacio del cuerpo y ocupando la mitad de éste, aparece, el paisaje amplio, majestuoso y limpio de nuestra región del Ariari y en el centro superpuesto un libro el cual simboliza la gran riqueza de conocimientos de nuestras gentes y el ardiente deseo de superación de nuestros jóvenes conformado todo esto: la riqueza de entendimientos, la riqueza natural y la riqueza económica y turística de nuestras tierras.
2. La parte inferior y dentro del espacio restante del cuerpo, se subdivide en dos sectores iguales, estructurados de la siguiente forma: a), Parte inferior izquierda sobre un fondo verde, el cual significa; riqueza vegetal y agrícola, seguridad, confianza, progreso y amplitud de nuestras gentes, incorporado a este color aparece un racimo o maceta de maíz sorgo, producto de la superación y esfuerzo del campesino, que marcó pauta en la economía y la industrialización de nuestros cultivos, además de representar la abundancia de nuestros productos agrícolas. b). La parte Inferior Derecha sobre un fondo de color naranja, el cual significa: vida, actividad, madurez y riqueza; sobrepuesto en este color, aparece la cabeza y cuello de un ejemplar vacuno de la raza cebú representando la especie orgullo de nuestras pradera e incomparable riqueza de nuestro medio.
3. En la parte superior y fuera del cuerpo, aparece la figura de una Corocora roja en actitud de alerta, la cual simboliza y representa nuestra fauna. Se escogió esta ave, ya que habita en las riberas de los ríos y nuestro territorio esta bañado por uno de los más importantes, además de ser un animal con características muy propias y de inconfundible belleza.
4. A cada lado y detrás del cuerpo del Escudo y enmarcándolo aparecen dos palmas de moriche, representando la flora de nuestra vasta riqueza vegetal, se ha escogido esta planta ya que es la más frecuente de ver en nuestras sabanas y vegas, además de ser una de las nativas de esta especie.

## Bandera
(Adoptado mediante Acuerdo n.º 006 del 20 de septiembre de 1980).
Dimensiones: Largo dos metros, ancho un metro.
Conformación : En la parte superior izquierda, un cuadrado cuyos lados son de 78 cm., dentro de este cuadrado de fondo blanco y en la parte central aparece una palmera en color verde,
Súper puesta sobre un círculo naranja, que representa respectivamente: la pureza de la atmósfera, especie autóctona de nuestra región y nuestro ardiente sol.
La parte restante de la Bandera está conformada por nueve franjas horizontales, cinco en color verde y cuatro en color naranja. El verde significa la riqueza vegetal y agrícola, además de la esperanza de un pueblo en evolución y desarrollo. El naranja significa el sol que baña nuestra región, el color de nuestros frutos, la riqueza económica, la energía y dinamismo de sus gentes.

## Himno
Autor: Nabonazar Cogollo Ayala
Música:  Sergio Andrés Jiménez Bernal
Letra:
CORO
¡Yo soy de Fuentedeoro! La tierra generosa
Que altiva en el Ariari alzó su pabellón…
Mi raza es de centauros con alma majestuosa,
Que dieron a mi patria su heroico corazón.
Mi tierra es libre y bella, su frente es fina rosa,
Sus campos son riqueza, pujanza y producción.
Por ella lucharemos con fuerza portentosa
¡Los hombres y mujeres de esta gentil región!
-1-
En lengua del guayupe Ariari significa
El oro que es afluente dorado de aluvión….
Naciste Fuentedeoro, tu fe se multiplica,
En rítmico progreso que es amplia bendición.
-2-
Tu cielo de zafiro cruzó una corocora
Y allá en tus morichales el viento de estación.
Te ofrece desde entonces su canto que enamora
Con cuatro, arpa y bandola de espléndida emoción.
-3-
Fuiste de San Antonio la vega junto al río
Y el caño Guadualito tu suelo bautizó.
Paisajes de hermosura y el mágico sombrío
De tu flora grandiosa tu música inspiró.
-4-
Conquistas un mañana de triunfos por doquiera,
Cordial en el Ariari, la historia te llamó…
¡Levanta Fuentedeoro tu heráldica bandera!
¡Mi orgullo es en tu tierra haber nacido yo!
   (CORO)

## Indicadores
Tasa Bruta de natalidad    280
Tasa Bruta de Mortalidad    45
N.º Habitantes zona rural    5674
Densidad de la población    21.88
Tasa de crecimiento    20%
    Hombres    67.71
    Mujeres    75.59
N.º Habitantes Cabecera    6650
Total población    12324

## Festivales
En Fuentedeoro se desarrollan cuatro festivales durante el trascurso del año
- Feria de la Mujer Emprendedora: se realiza el primer fin de semana del mes de marzo, organizada por la administración municipal.

- Festival,Folclorico Cultura y Agroindustrial Guayupe de Oro: Festividad que se desarrolló la primera semana de noviembre el cual es organizado por la administración municipal.
- Festival Intercolegiado Guayupito de Oro: Festividad que se realiza 2 meses antes del Guayupe de Oro y nace como una Iniciativa de algunos estudiantes y docentes de la Institución Educativa El Progreso (Evento que se realiza en las instalaciones de la misma Institución Educativa)
- Festival Cultural Turístico del Plátano y la Cultura Guayupe: Festival que se realiza en la primera semana de agosto, el cual es organizado por el Centro Poblado de la Vereda Puerto Santander.

## Lugares Relevantes

### Caminito Real
El Caminito Real, se encuentra ubicado en el mismo perímetro urbano del municipio de Fuentedeoro en el barrio la primavera arriba de las chorras (nacimientos de agua), que conduce a la vereda Puerto Poveda, vía carreteable que al río Ariari.
En este sitio se reunía con sus comandantes de cuadrilla el capitán Dumar Aljure hacia los años 50 y 60 luego de la muerte del caudillo Jorge Eliécer Gaitán
Es un camino hecho por la naturaleza, Sobresale por su riqueza y su belleza paisajística y por las noches nace un haz de luz que sale del túnel hacia el firmamento según cuentan los moradores del lugar.
Dicho caminito fue labrado por los animales del lugar como el cafuche, el chiguiro, la danta y la lapa.

### Casa de la Cultura
Fundada en noviembre de 1989

### Museo Arqueológico Guayupe

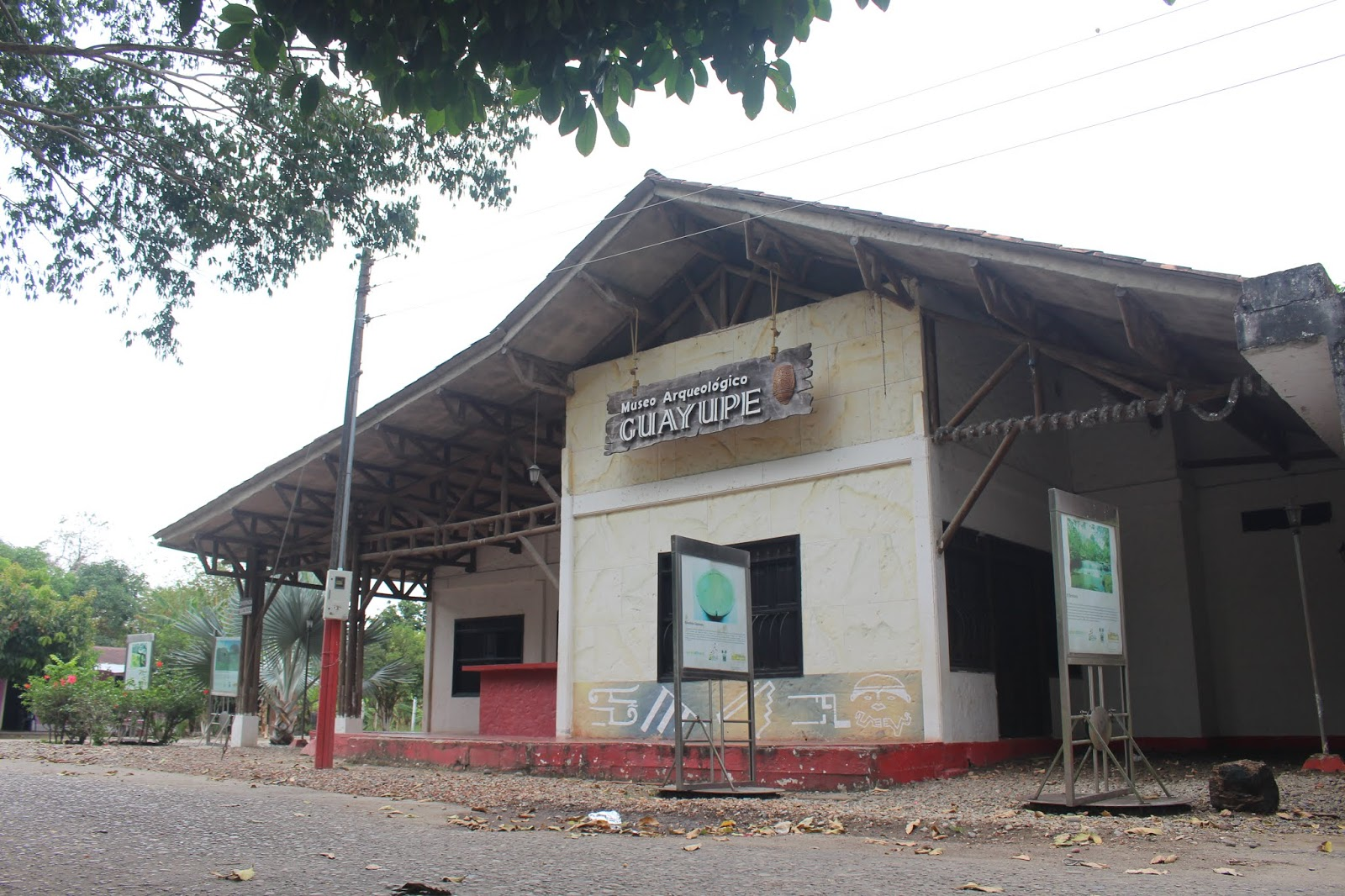
Facha Museo Guayupe

El Museo Arqueológico Guayupe está a una distancia de 124 kilómetros de Villavicencio, en el centro poblado de Puerto Santander, en Fuentedeoro (Meta), y se llega por la ruta que va hacia San José del Guaviare.
El Museo Arqueológico Guayupe alberga actualmente unas 250 piezas arqueológicas de cerca 700 años de antigüedad, aproximadamente.
En 1990, mientras adelantaban los trabajos de construcción del alcantarillado del centro poblado de Puerto Santander, en Fuentedeoro (Meta), empezaron a aparecer utensilios cerámicos con inscripciones desconocidas hasta ese entonces para sus habitantes. Algunos de los obreros de la obra creían que se trataba de tesoros escondidos, pero en cambio de oro, las vasijas contenían cenizas y se confirmaría, entonces, la existencia de un cementerio de la etnia Guayupe.
Así lo recuerda Óscar Ortiz Abaunza, quien para la época era uno de los estudiantes del poblado, pero que hoy se encarga de vigilar el patrimonio cultural y hacer los recorridos en el Museo Arqueológico Guayupe, el cual fue construido en 2007 en Puerto Santander, para albergar las piezas que brotaron de la tierra, entre las que hay urnas funerarias, cuencos (recipientes anchos y sin borde), vasos, platos, elementos líticos, rodillos, cenizas y hasta huesos calcinados.

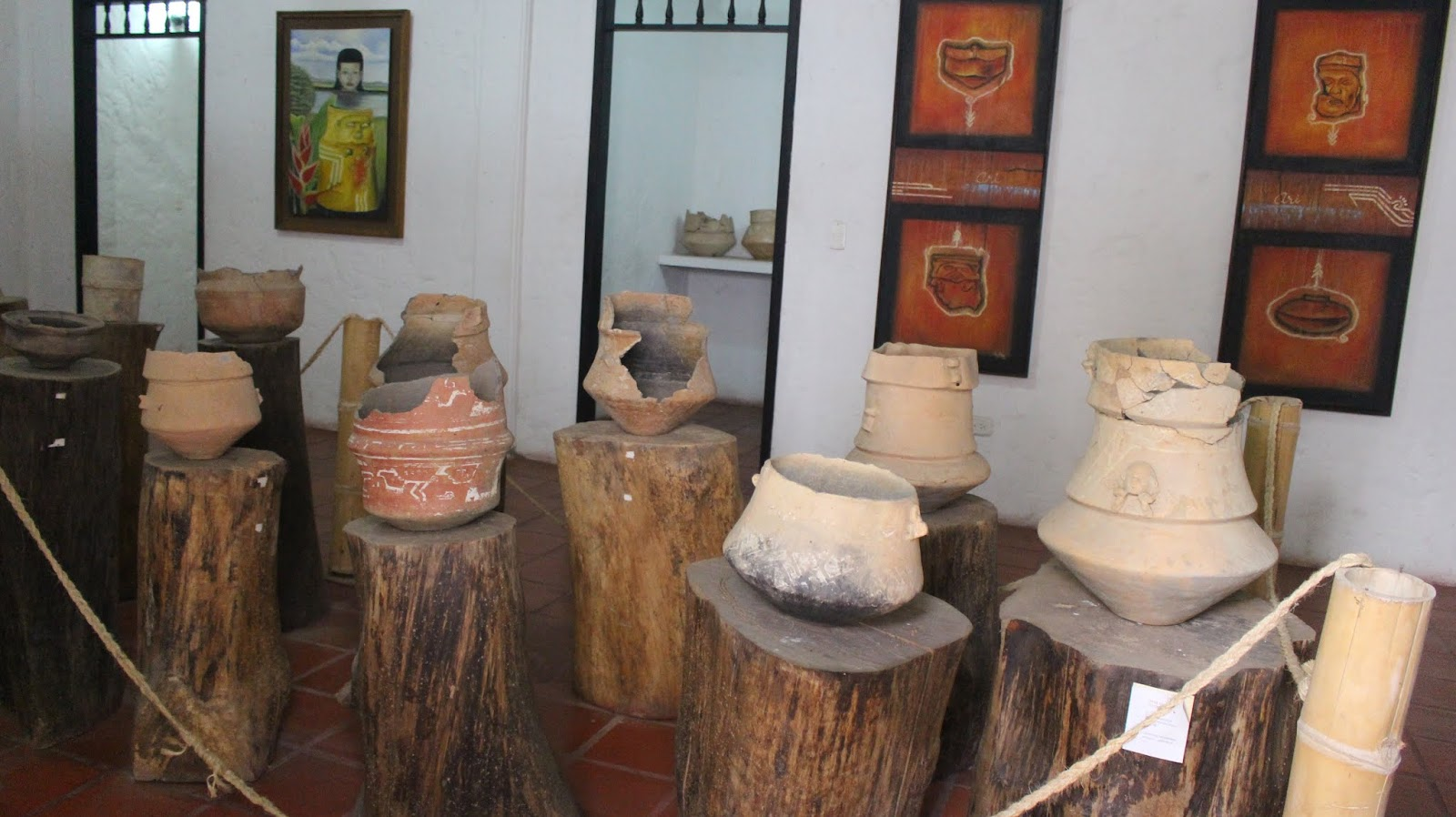
Vasijas Fúnebres

Antes de la construcción del museo, las piezas arqueológicas fueron guardadas en la casa de Carmen Ruiz, una de las líderes comunales. Allí se les hizo una restauración que, por desconocimiento, fue de una manera artesanal y sin el tratamiento adecuado para este tipo de elementos. Luego fueron trasladadas a la Escuela General Santander, ubicada en el mismo poblado, hasta que llegaron a su destino final, el museo Museo Arqueológico Guayupe, el cual recibe cada año más de mil visitantes y se ha convertido en un impulsor del turismo en ese municipio. Entre el 2016 y 2018 se registraron  5.185 visitas.
Según el guía, por las características de las piezas, se determinó que pertenecieron a los guayupes. Esto con base en las crónicas de indias dejadas por el padre jesuita Joseph Gumilla y por los conquistadores alemanes Georg Hohermut von Speyer (Jorge de Espira) y Felipe von Hutten, entre otros, quienes llamaron a los indígenas hombres murciélagos. De ahí que varias de las urnas y vasijas tengan inscripciones con formas y siluetas del animal.

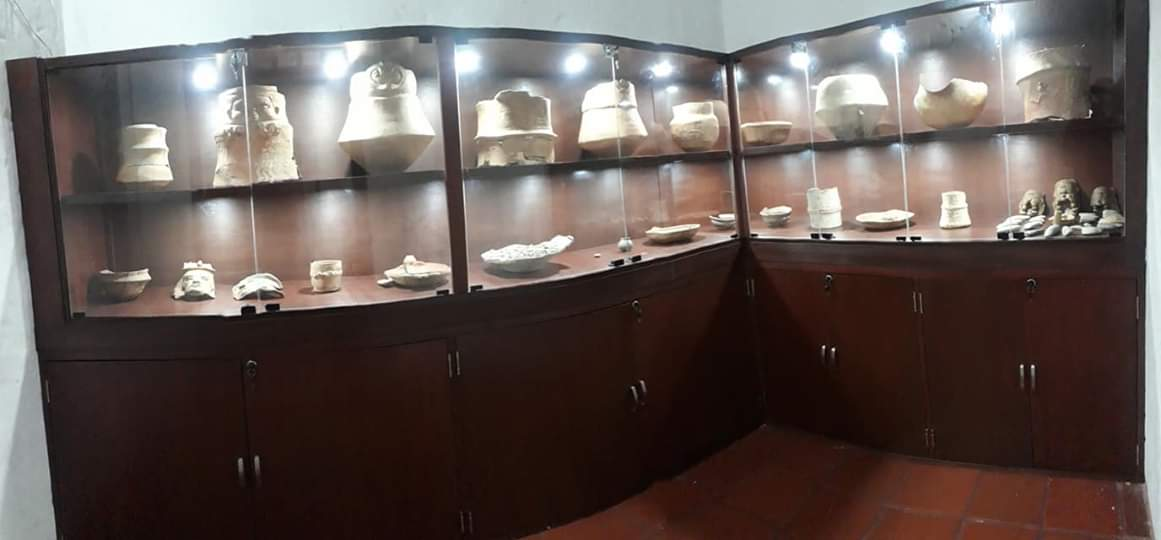
Vasijas Fúnebres

Muestras de ocho elementos hallados fueron enviadas en el año 2016 al laboratorio Beta Analytic Inc., en Miami (Estados Unidos), y sometidas a pruebas de carbono 14. Estas arrojaron que los objetos habrían sido fabricados entre 1310 y 1630 (d.D), es decir, tendrían entre 389 y 709 años de antigüedad.
Pese a la importancia de los hallazgos y la historia que encierra el museo, la gran mayoría de las  piezas arqueológicas son exhibidas sobre troncos de madera, sin vitrinas, y no existe a la vista un guion curatorial, que comprende los guiones museológico y museográfico, ese instrumento técnico que debe contener las líneas generales de la idea del conjunto expositivo y las posibilidades temáticas dentro el espacio de exhibición.

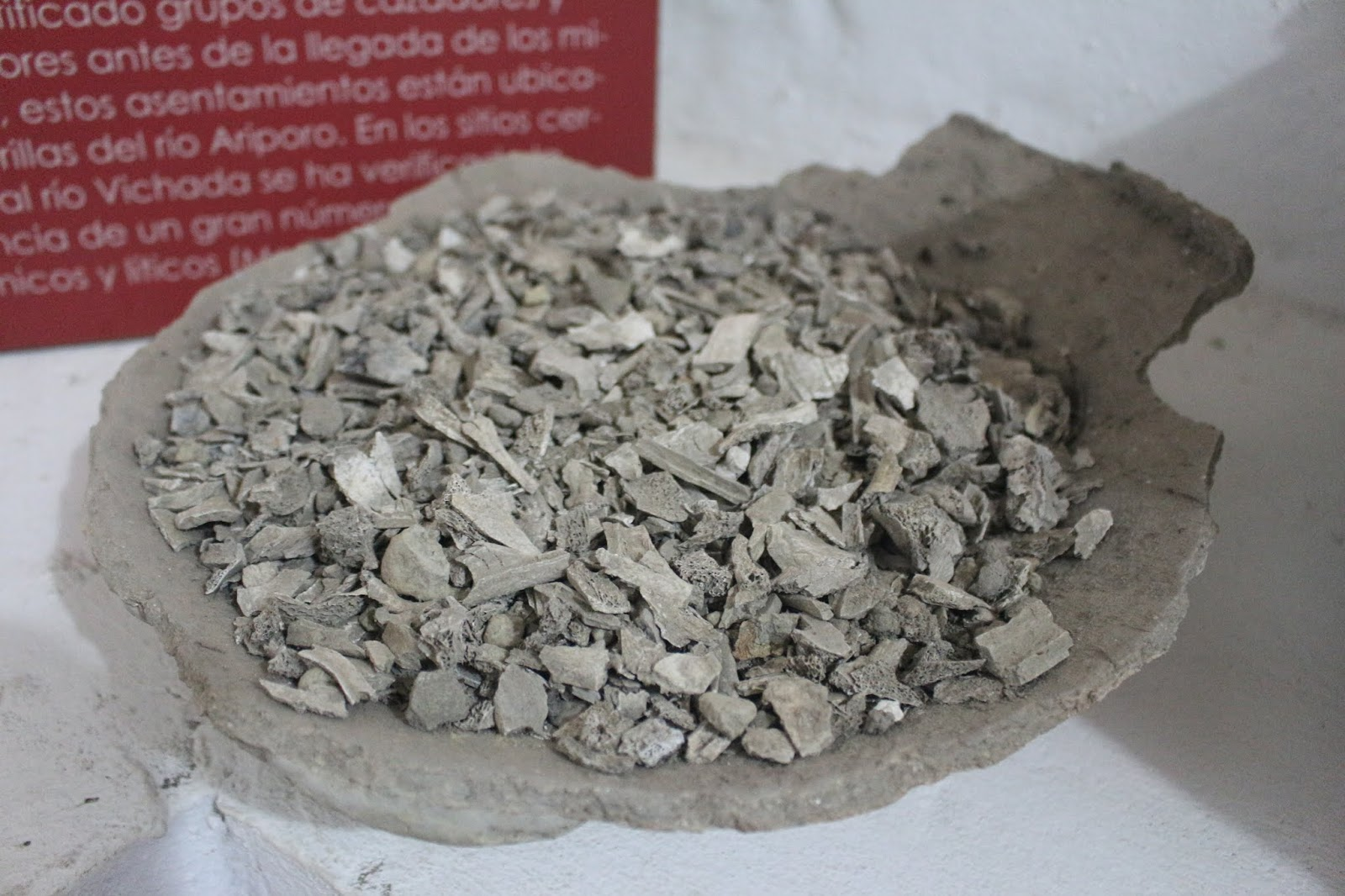
Huesos Molidos

“Hace un tiempo existió un diseño de guión museológico, pero no se pudo ejecutar porque el Ministerio de Cultura exigía las escrituras públicas”, aclara Ortiz. Y es que hasta hace poco, agrega, el alcalde del municipio “hizo la gestión de las escrituras públicas del museo y ahora sí se pueden hacer inversiones”, inversiones que todavía no llegan.
También han circulado rumores en los que se especula con el traslado del museo a otro sitio. Sin embargo, el alcalde de Fuentedeoro, Antonio Londoño, desmintió la información y aseguró que no permitirá que suceda. “No lo vamos a dejar mover de ahí”, puntualizó.
Ante las especulaciones, Óscar Ortiz reiteró la importancia de fortalecer el museo y reconoció que en otros municipios del departamento Meta, como Granada, existen evidencias arqueológicas, pero “así como solo existe un Museo del Oro en el país, debería existir un solo museo de la cultura guayupe, pues hoy se están encontrando muchas evidencias arqueológicas y en todo lado quieren montar museo, pero este museo lleva una antigüedad de cerca de 30 años, de una memoria colectiva que se guarda aquí”, concluye.

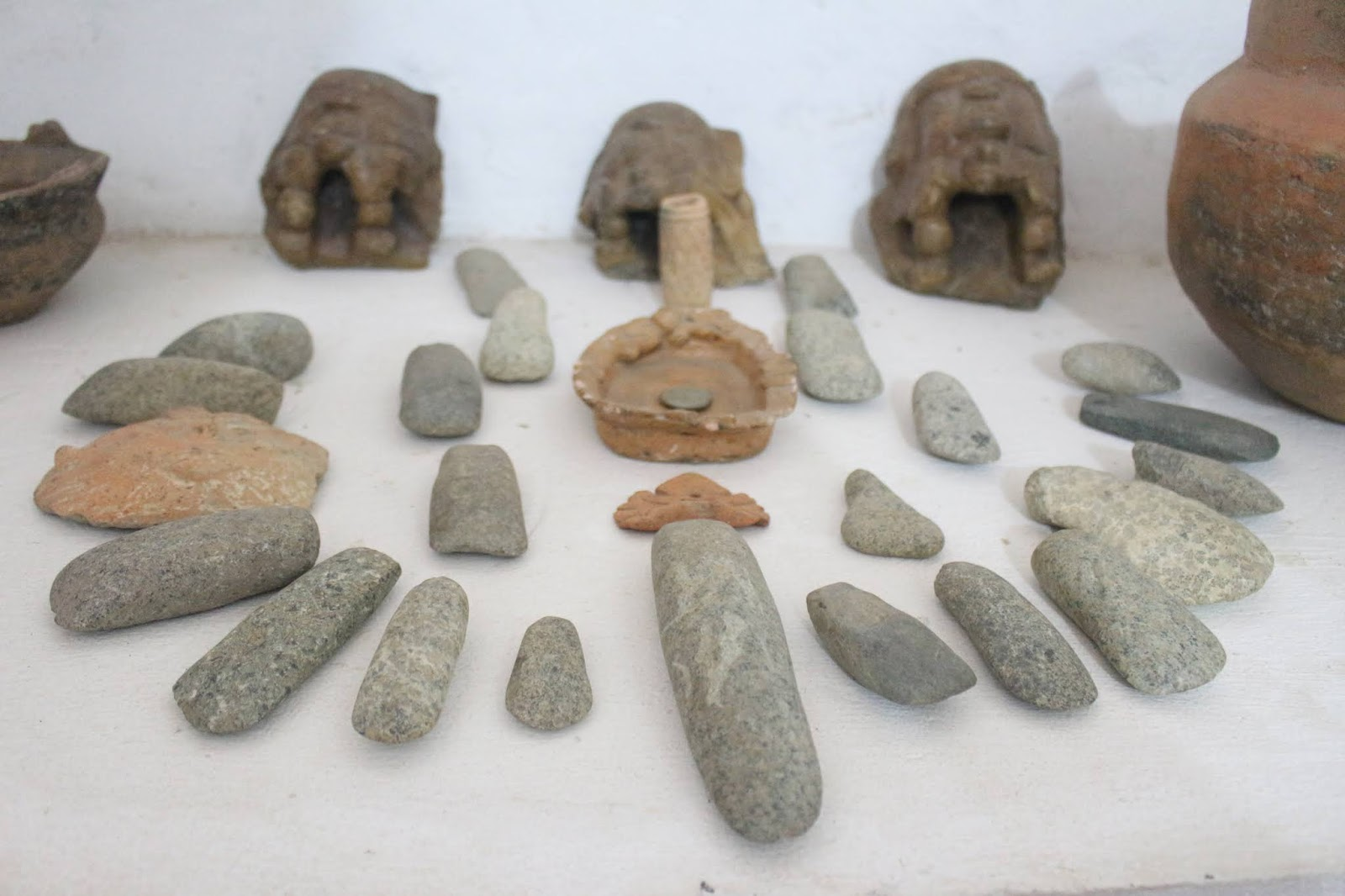
Piedras afiladas de manera primitiva

“Se dice que son guayupes porque fueron avanzados en alfarería, y una de las características de las piezas son los engobes (pasta de arcilla) blanco o rojo, y también tienen un alto relieve, con detalles zoomorfos y antropomorfos. Las principales figuras son de murciélagos y hombres murciélago. La vasija guayupe, por ejemplo, está compuesta por tres cuerpos o tres pisos y es de una forma cónica con un alto relieve”, explica Ortiz.
Con un número aproximado de 300 piezas arqueológicas, el Museo Arqueológico Guayupe, ubicado en el municipio de Puerto Santander, inició el 2022 con exposiciones y recorridos que relatan la historia de esta etnia indígena. 
Cada pieza data de diferentes épocas, como explica el miembro custodio del museo, Óscar Ortiz: “Las más viejas tienen 700 años de antigüedad aproximadamente”. Además, este museo resguarda 10.500 herramientas hechas en piedra.  

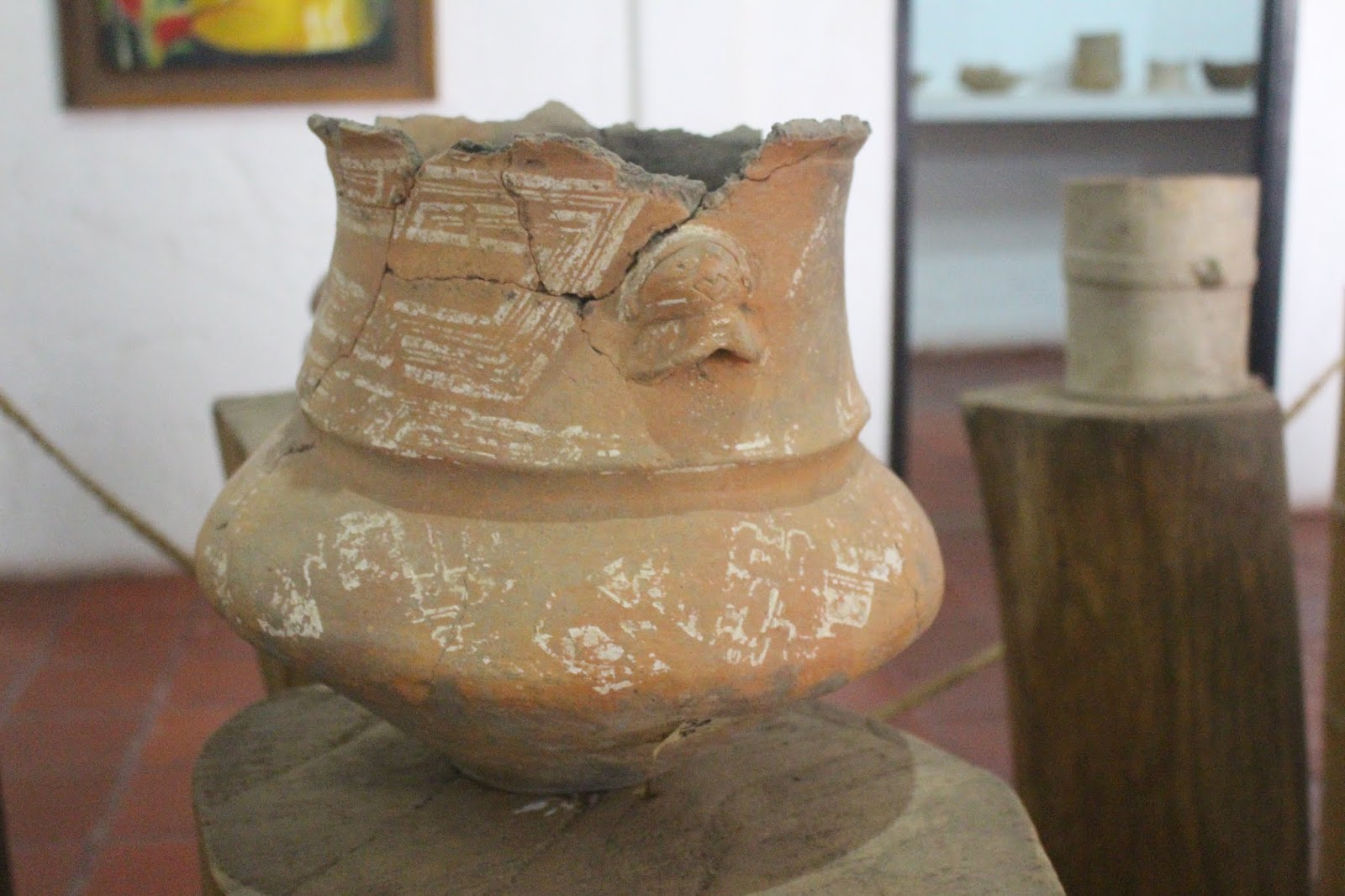
Detallas de vasija fúnebre

Se pueden encontrar figuras antropomorfas, amorfas e híbridas que recuerdan los rituales de nacimiento y muerte guayupe. “Sobre todo son importantes las ceremonias de muerte de la etnia, porque ellos guardaban las cenizas de sus muertos en urnas, como actualmente lo hacemos nosotros”, comenta su administración.  
Aunque la institución lleva 12 años de funcionamiento, los descubrimientos de las primeras piezas se hicieron hace 30. En 1989 el Fondo Nacional de Acueducto del Meta incluyó a Puerto Santander en el programa de acueducto y alcantarillado rural. 
En los primeros días de construcción, luego de remover la tierra, se encontraron cerámicas que serían reportadas al Instituto Colombiano de Antropología e Historia (Icanh), pues al parecer Puerto Santander había sido un cementerio guayupe. 
Junto a ese primer descubrimiento el acompañamiento del Icanh fue continuo hasta la construcción, en 2007, y formalización, en 2010, del Museo Arqueológico Guayupe. Este, en palabras de Óscar, “es el único museo arqueológico que cuenta con permisos del Icanh y Museos Nacionales, en el Meta y la región llanera”. 

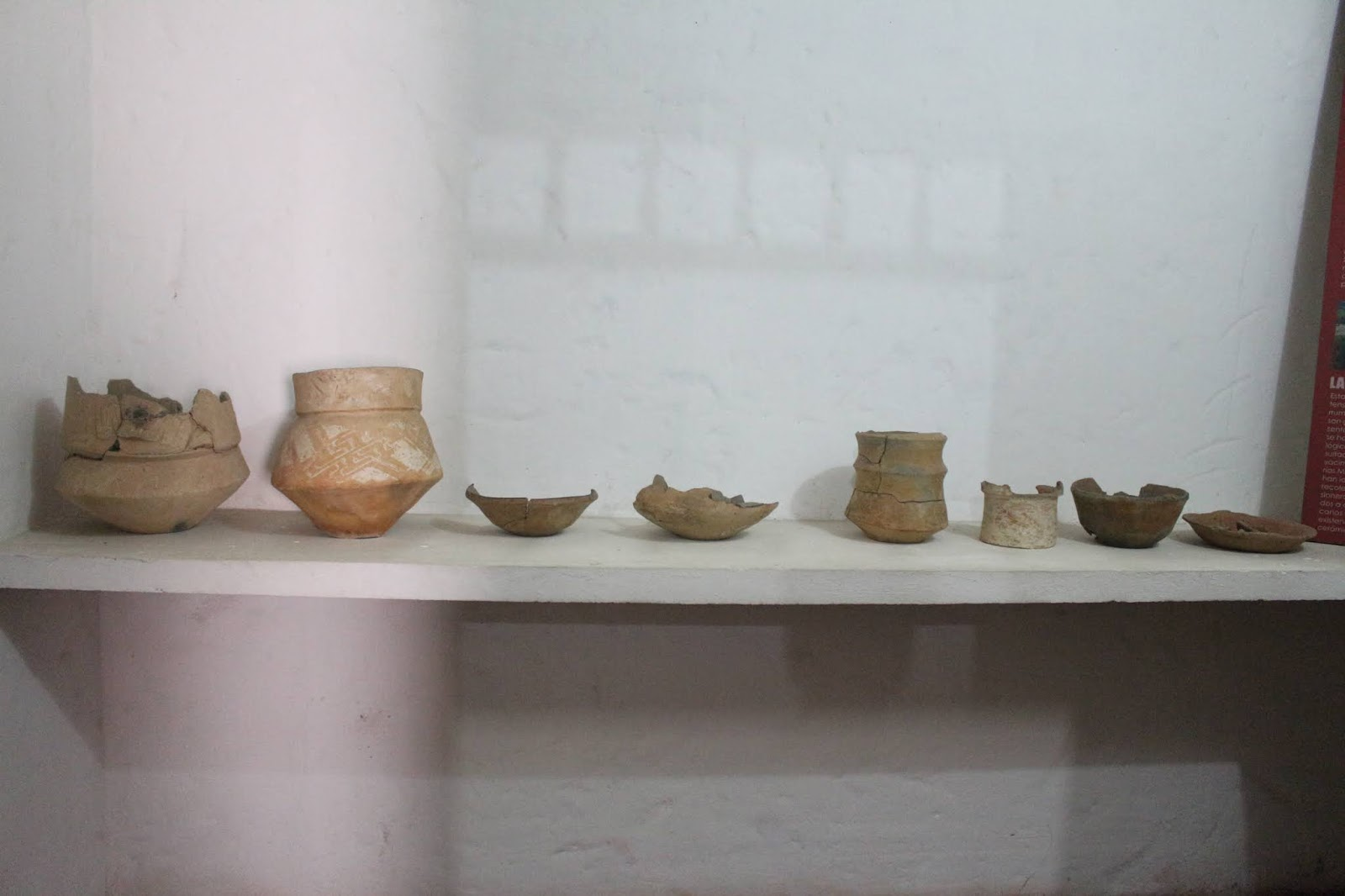

“A partir de los estudios adelantados por miembros del Icanh e instituciones educativas como la Universidad Nacional, se han podido observar y clasificar cerámicas en forma de vasijas antropomórficas con relieves, pintadas en rojizo y blanco; figuras de murciélagos, serpientes, lechuzas, primates y camaleones; ollas, platos, cuencas y recipientes sin decoración”, aclara su administración. 
El museo arqueológico guayupe cuenta con permisos del Icanh y Museos Nacionales para resguardar las piezas encontradas 
Si bien el último gran hallazgo arqueológico guayupe en Puerto Santander lo hizo el Grupo de Energía de Bogotá mientras adelantaba la instalación de una torre eléctrica, se han hecho descubrimientos en otros municipios como Vistahermosa, Fuente de Oro, Granada, Puerto Lleras, Acacías, San Martín, Cumaral, Puerto López, Puerto Gaitán y Villavicencio. 
Estas exhibiciones de piezas arqueológicas y la historia de la cultura guayupe, se podrán volver a disfrutar a través de nuevas salas de exposición que acaba de inaugurar el museo.

### Caño Iraca
Ubicado a 5 kilómetros del casco urbano del municipio hacia la vía que conduce a la vereda Llano Grande. Desde hace más de cuarenta (40) años ha sido el sitio favorito de los fontorenses y de los municipios cercanos.

### Iglesia San Antonio de Padua
San Antonio de Padua fue un evangelizador incansable. Repetía que el gran peligro del cristiano es predicar y no practicar, creer pero no vivir de acuerdo con lo que se cree. Los favores que consigue son inmensos. Es más amado e invocado por el pueblo humilde que ve en él un protector de los pobres y necesitados.

## Servicios públicos
- Energía Eléctrica: Electrificadora del Meta (EMSA), es la empresa prestadora del servicio de energía eléctrica.
- Gas Natural: Llanogas, es la empresa distribuidora y comercializadora de gas natural en el municipio.